# William Exshaw
William Exshaw, né le 15 février 1866 à Arcachon et mort le 16 mars 1927 à Valence, est un skipper britannique.

## Biographie
William Exshaw est le fils de Thomas Henry Exshaw, négociant au sein la Maison John Exshaw et Cie, et d'Eglé Panon Desbassayns de Richemont. Il est le petit-neveu du lord-maire de Dublin John Exshaw et le petit-fils de Paul Panon Desbassayns de Richemont.
Il épouse à Carleton (Ontario, Canada), le 9 juin 1891, Lily Frances Fleming, fille de Jane Hall et de Sir Sandford Fleming, inventeur, notamment, du système universel du fuseaux horaires et ingénieur en chef des Chemins de fer Canadien du Pacifique.
Le village d'Exshaw au Canada, dans la province d'Alberta, a été nommé en son honneur.
Lors des épreuves de voile aux Jeux olympiques de 1900, William Exshaw et ses coéquipiers français Frédéric Blanchy et Jacques Le Lavasseur remportent les deux courses de la catégorie des bateaux de 2 à 3 tonneaux. Exshaw vit à Arcachon en France mais il garde des liens avec la Grande-Bretagne, servant notamment dans l'armée britannique. Il meurt en 1927 sur l'un de ses bateaux alors qu'il se trouve en mer Méditerranée.